# Stenellipsis obscurithorax
Stenellipsis obscurithorax es una especie de escarabajo longicornio del género Stenellipsis, tribu Acanthocinini, subfamilia Lamiinae. Fue descrita científicamente por Breuning en 1978.
La especie se mantiene activa durante el mes de octubre.

## Descripción
Mide 3 milímetros de longitud.

## Distribución
Se distribuye por Nueva Caledonia.